# خرشوف
الخرشوف الشوكي أو الخرشف   أو الأرضي-شوكي أو الأنكينار  أو القنارية أو الجُنَارة أو خرشوف (الاسم العلمي: Cynara cardunculus var. scolymus) نوع نباتي ينمو في المناطق المتوسطية يتبع جنس الخرشوف من الفصيلة النجمية. ويسمى ثمره في دول المغرب العربي بتسميات مختلفة منها القوق في المغرب والقرنون في الجزائر والقنّاريّة في تونس والقَعمول في ليبيا.

## التسمية
الاسم العربي لهذه الثمرة هو الخرشوف، أما الأرضي شوكي فهي تحريف للاسم الألماني Artischocke والتي هي ذاتها تحريفٌ للاسم العربي خرشوف، قال فانيامبادي عبد الرحيم: الأرضي شوكي هي بضاعتنا رُدّت إلينا مشوهة. أما مصطفى الشهابي فذهب إلى أن أصل اسم النبتة هو من لسان العرب وهو الحرشف وأن الخرشوف هو اسم حديث.

## الأجزاء الفعالة
تستعمل نورات الخرشوف قبل تفتحها في الغذاء، إذ تؤكل القنابات المغطية للنورة وتكون قاعدتها عريضة سميكة لحمية. كما يؤكل التخت الزهري الذي يلاحظ أنه متضخم ولحمي، ويحتوي على كمية جيدة من فيتامين أ و ب ومعظم الكربوهيدرات الموجودة به عبارة عن انيولين الذي يتحول بالتحليل المائي إلى سكر فاكهة فيمكن استعماله غذاء لمرضى السكري.
وتستعمل نورات الخرشوف في التغذية وهو من الخضر المناسبة لمرضى السكر والكبد والإمساك، فهو يحتوي على قدر كبير من الأنيولين الذي يتحول إلى سكر ليفوز، ويحتوي على بعض العصارات الملينة والمانعة للإمساك.

## في الطبخ

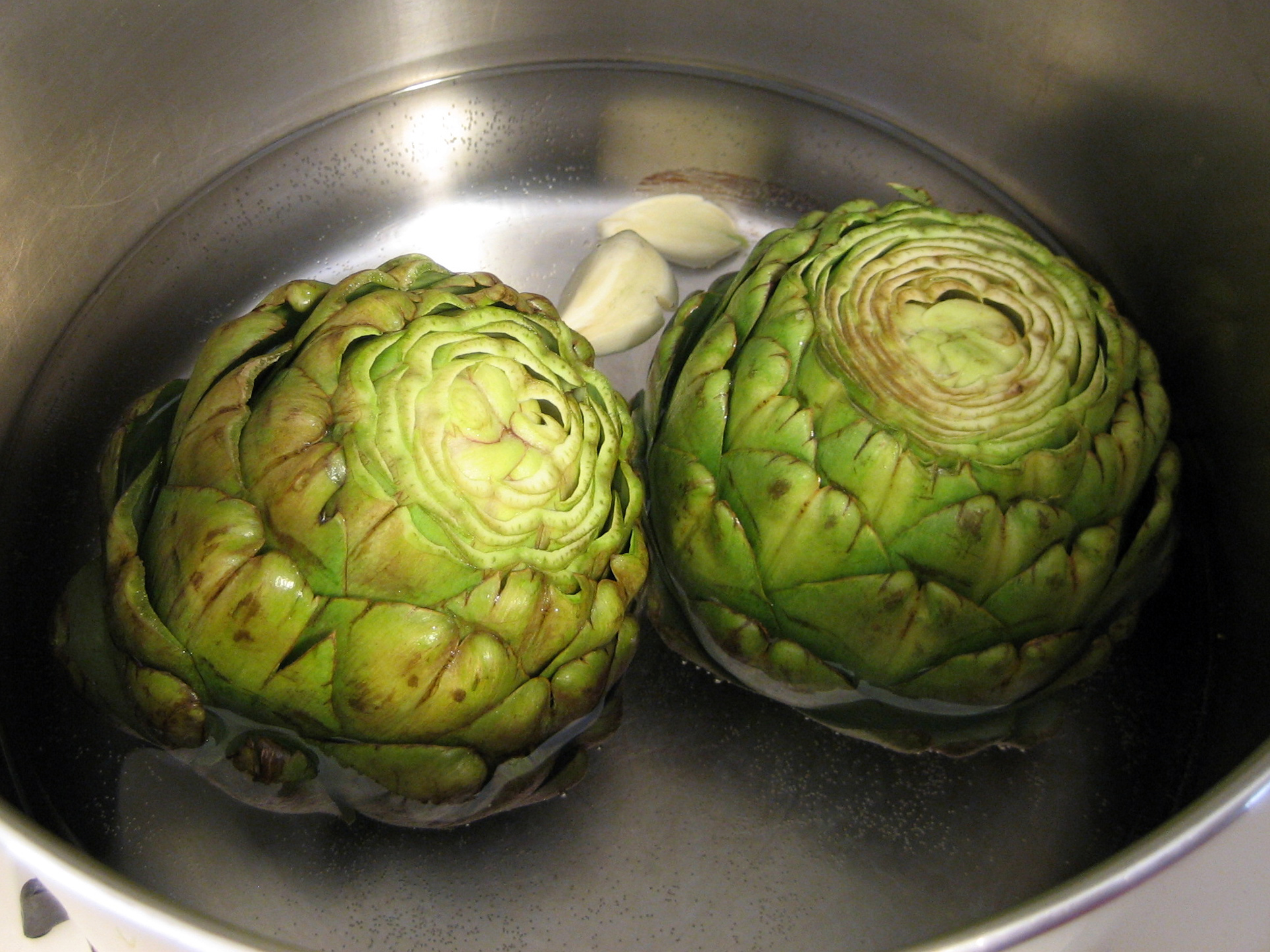
ثمار الخرشوف خلال الطبخ

يُفضّل أكل الخرشوف طازجاً حتى لا يفقد بعض فوائده، ولكن يتم تعليب لب نبات الخرشوف أو تجميد أقراصه (اللب) بعد سلقها لحفظها. يمكن تناوله كوجبة طعام باردة أو ساخنة مع اللحم أو بدونه أو مسلوق ومقطع ومخلوط مع السلطة.

### الخرشوف بالزيت

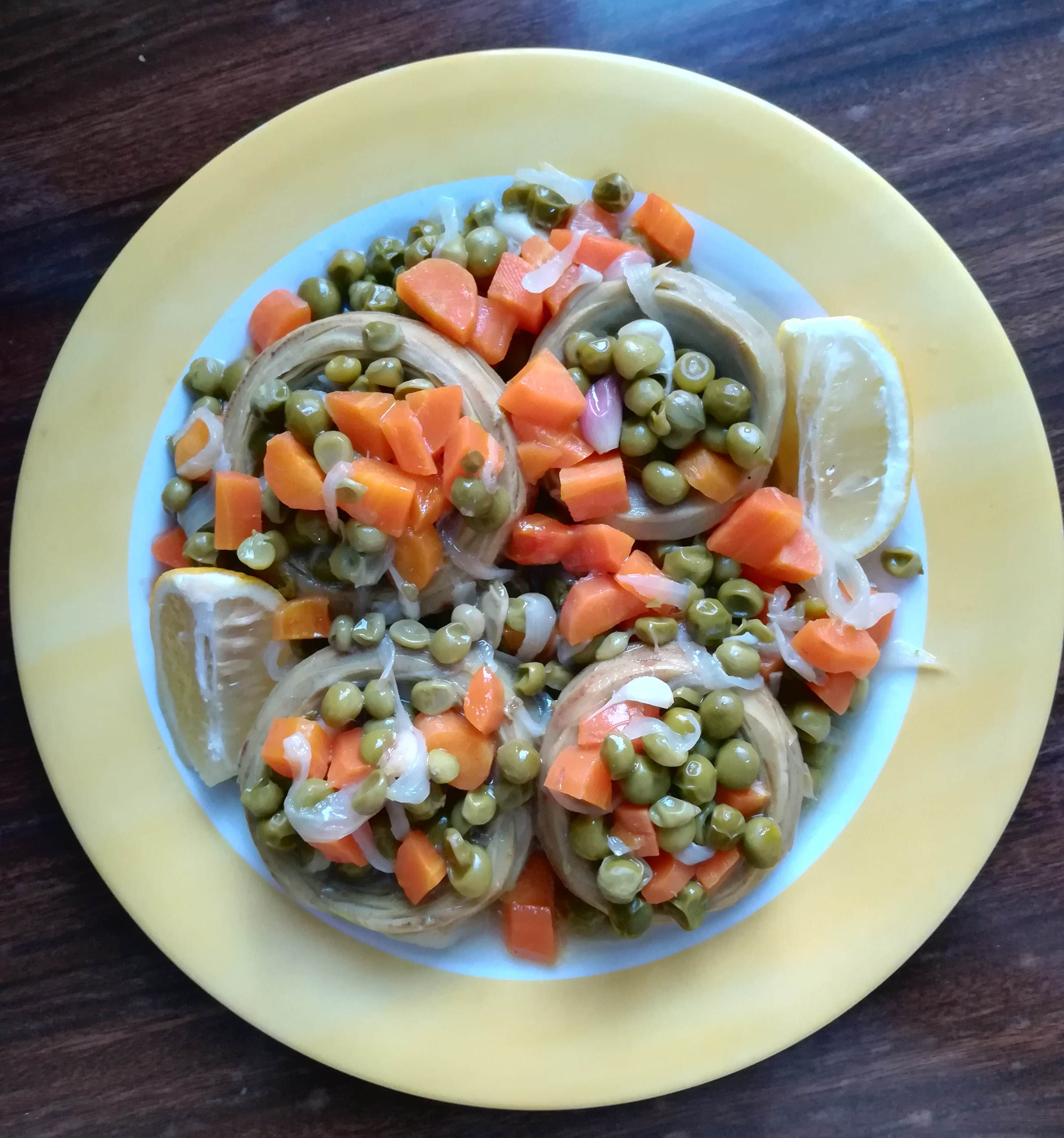
طبق أرضي شوكي بزيت الزيتون

يحضّر طبق الخرشوف بالزيت باستخدام الخرشوف، البازيلا، الجزر، الثوم، عصير الليمون، زيت الزيتون والملح. تحتوي وجبة الخرشوف بالزيت (300 غم تقريباً) بحسب موقع شهية، على المعلومات الغذائية التالية:
- سعرات حرارية: 326
- دهون: 14
- دهون مشبعة: 2
- كوليسترول: 0
- كاربوهيدرات: 44
- بروتينات: 13

### سلطة الخرشوف
تحضر من الخرشوف المسلوق والمقطع، ويضاف عليها البقدونس المفروم وزيت الزيتون وعصير الليمون وقليل من الملح.

## موطنه
يعتبر موطن الخرشوف شمال أفريقيا حيث يوجد نامياً بحالة برية في الصحاري وهو من الخضراوات الهامة هناك. وقد زرع في جنوب أوروبا منذ أكثر من ألفي سنة.

## الإنتاج الزراعي
تتركز زراعة الأرضي شوكي في الدول المطلة على حوض البحر الأبيض المتوسط وتعتبر إيطاليا، وإسبانيا وفرنسا من الدول الأوروبية الرئيسية في إنتاجه. في الولايات المتحدة تقدم كاليفورنيا ما نسبته 100% من المحصول الأميركي للأرضي شوكي ويزرع 80% منه في مقاطعة مونتيري وتنظم مهرجانًا سنوي مخصص لهذا النبات.
| أكبر 10 منتجين للخرشوف في 2012 | أكبر 10 منتجين للخرشوف في 2012 | أكبر 10 منتجين للخرشوف في 2012 | أكبر 10 منتجين للخرشوف في 2012 | أكبر 10 منتجين للخرشوف في 2012 |
| الدولة | الإنتاج (طن)                   | هامش                           |                                |                                |
| --- | ------------------------------ | ------------------------------ | ------------------------------ | ------------------------------ |
| مصر | 387,704                        |                                |                                |                                |
| إيطاليا | 364,871                        |                                |                                |                                |
| إسبانيا | 199,100                        |                                |                                |                                |
| بيرو | 141,496                        |                                |                                |                                |
| الأرجنتين | 106,000                        | ف                              |                                |                                |
| الصين | 77,000                         | ف                              |                                |                                |
| المغرب | 63,889                         |                                |                                |                                |
| الجزائر | 53,657                         |                                |                                |                                |
| الولايات المتحدة | 51,300                         |                                |                                |                                |
| فرنسا | 42,465                         |                                |                                |                                |
| العالم | 1,634,219                      | أ                              |                                |                                |

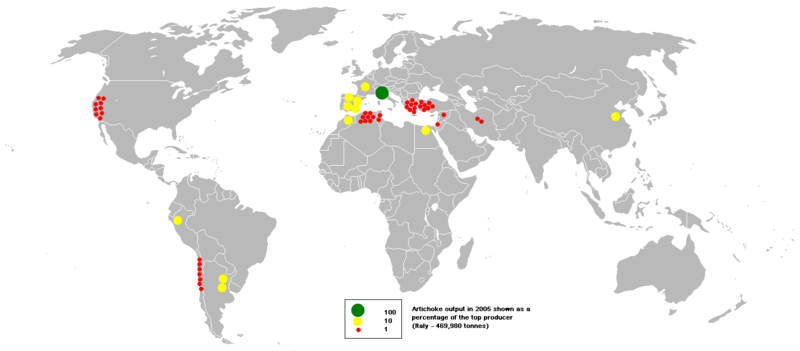
إنتاج الأرضي شوكي سنة 2005

| * = الرقم غير رسمية \| [] = البيانات الرسمية \| أ = قد تشمل الرسمي، والبيانات شبه الرسمية تقدير ف = فاو \| البيانات ايم = منظمة الأغذية والزراعة على أساس منهجية احتساب \| م = بيانات غير متوفر المصدر: منظمة الأغذية والزراعة (فاو) |                                |                                |                                |                                |

## فوائد الخرشوف
يحتوي الخرشوف على نسبة عالية من الألياف والمغنيسيوم والكروم وفيتامين ج وحمض الفوليك والبيوتين والمنغنيز والبوتاسيوم وفيتامينات النياسين والريبوفلافين والثيامين وفيتامين أ. ويمكن استخدامه في الوقاية من الكثير من الأمراض، مثل أمراض القلب والأوعية الدموية واضطرابات الكلى والكبد والإكزيما والسكري والنقرس والبواسير وتجدد الخلايا الكبدية. وهذه بعض فوائده واستخداماته:
- مفيد لتطهير الكبد
- يساعد على التخسيس
- مفيد أثناء الحمل
- مفيد للمعدة ويساعد على الهضم
- يستخدم لخفض الكولسترول